# 거미집이끼과
거미집이끼과(Pallaviciniaceae)는 망울이끼강 리본이끼목에 속하는 우산이끼류과의 하나이다. 거미집이끼(Pallavicinia subciliata) 등을 포함하고 있다.

## 하위 속
- Greeneothallus
- Jensenia
- 거미집이끼속 (Pallavicinia)
- Podomitrium
- Seppeltia
- Symphyogyna
- Symphyogynopsis
- Xenothallus
- † Pallavicinites